# Красное (озеро, Полоцкий район)
Кра́сное (бел. Кра́снае, Чырво́нае) — озеро в Полоцком районе Витебской области Белоруссии. Относится к бассейну реки Ушача.

## Описание
Озеро Красное располагается в 23 км к юго-западу от Полоцка и в 2 км от деревни Толкачи, посреди леса.
Площадь поверхности водоёма составляет 0,2 км², длина — 0,77 км, наибольшая ширина — 0,25 км. Длина береговой линии — 2,07 км. Площадь водосбора — 2,75 км².
Котловина вытянута с юго-запада на северо-восток и сложена из двух плёсов. Западные склоны котловины не превышают 3 м в высоту и покрыты лесом, восточные достигают 5 м и покрыты кустарником, северные и южные — невыраженные. Берега преимущественно низкие, песчаные, заболоченные, поросшие редколесьем и кустарником. С юго-востока к озеру примыкает широкая заболоченная пойма.
Из водоёма вытекает неустойчивый ручей в озеро Островно.
В озере обитают окунь, плотва, лещ, щука, линь и другие виды рыб.